# Camps Elisis
|  | Per a altres significats, vegeu «Camps Elisis (desambiguació)». |

En la mitologia grega, els camps Elisis o simplement l'Elisi (en grec antic, Ἠλύσιον πεδίον / Êlýsion pedíon , de ἐνηλύσιον / enêlýsion, lloc tocat pel llamp), és el lloc de l'inframon on els herois i la gent virtuosa gaudeixen del descans després de la mort. Era un lloc separat del regne de l'Hades, on governava Radamant, segons Homer.
Els camps Elisis grecs semblen una traducció de l'antiga mitologia egípcia d'Aaru, considerat un lloc a l'est (allà on sorgeix el sol) i era descrit com un delta o una sèrie d'illes cobertes de canyes.
Segons Homer, els camps Elisis es troben en l'extremitat occidental de la Terra, prop d'Oceà. En l'Odissea, Proteu els descriu així a Menelau:
«Els Immortals et portaran amb el ros Radamant,
»als camps Elisis, que són tot al final de la terra.
»És allà que la més dolça vida és oferta als humans;
»Mai neu ni grans freds ni xàfecs tampoc;
»No se sent arreu sinó zèfirs de les brises xiuxiuejant,
»Pugen de l'Oceà per donar la frescor als homes.»
En el temps d'Hesíode, els camps Elisis es tornen les Illes dels Benaventurats, descrites per Píndar on governava Cronos. Posteriorment, la descripció passa a nodrir la imatge popular del paradís cristià.